# Perryman
Perryman é uma Região censo-designada localizada no estado americano de Maryland, no Condado de Harford.

## Demografia
Segundo o censo americano de 2000, a sua população era de 2461 habitantes.

## Geografia
De acordo com o United States Census Bureau tem uma área de
14,3 km², dos quais 14,2 km² cobertos por terra e 0,1 km² cobertos por água. Perryman localiza-se a aproximadamente 7 m acima do nível do mar.

## Localidades na vizinhança
O diagrama seguinte representa as localidades num raio de 12 km ao redor de Perryman.